# Letter from Home
| Recensione | Giudizio |
| ---------- | -------- |
| AllMusic   |          |

Letter from Home è un album del gruppo musicale statunitense Pat Metheny Group, pubblicato dall'etichetta discografica Geffen nel 1989.
L'album, disponibile su long playing, musicassetta e compact disc, è prodotto dallo stesso Pat Metheny, che compone interamente 6 dei 12 brani, partecipando alla stesura di altri 4, vinse un Grammy Awards (1989) nella categoria Best Jazz Fusion Performance.

## Tracce
Testi e musiche di Pat Metheny, eccetto dove indicato
Lato A
1. Have You Heard – 6:30
2. Every Summer Night – 7:11
3. Better Days Ahead – 3:06
4. Spring Ain't Here – 6:55
5. 45/8 – 0:55 (Pat Metheny, Lyle Mays)
6. 5-5-7 – 7:54 (Pat Metheny, Lyle Mays)

Lato B
1. Beat 70 – 4:47 (Pat Metheny, Lyle Mays)
2. Dream of the Return – 5:25 (Pat Metheny; testo in spagnolo di Pedro Aznar)
3. Are We There Yet – 7:55 (Lyle Mays)
4. Vidala – 3:04 (Pedro Aznar)
5. Slip Away – 5:24
6. Letter from Home – 2:35

## Formazione
Pat Metheny Group
- Pat Metheny – chitarra acustica, chitarra elettrica, chitarra a dodici corde, chitarra soprano, tiple, chitarra sintetizzatore, synclavier
- Lyle Mays – piano, organo, tastiere, accordion, tromba, synclavier
- Pedro Aznar – voce, chitarra acustica, marimba, vibrafono, sassofono tenore, charango, melodica, percussioni aggiunte
- Steve Rodby – basso acustico, basso elettrico
- Paul Wertico – batteria, caja, percussioni aggiunte
- Armando Marçal – percussioni

Note aggiuntive
- Pat Metheny – produttore
- Lyle Mays e Steve Rodby – co-produttori
- David Oakes e Paul Wertico – produttori associati
- Registrazioni effettuate nella primavera del 1989 al Power Station, New York City, New York
- Rob Eaton – ingegnere delle registrazioni, mixaggio (eccetto brani: A3, A5, B1, B3, B4 e B5)
- Alexander Haas – mixaggio (brani: A3, A5, B1, B3, B4 e B5)
- Bruce Calder – assistente ingegnere delle registrazioni
- Niki Gabos – ingegnere delle registrazioni aggiunto
- Bob Ludwig – mastering[4]

## Classifica
Album
| Anno | Classifica               | Posizione raggiunta |
| ---- | ------------------------ | ------------------- |
| 1989 | Billboard 200            | 66                  |
| 1989 | Contemporary Jazz Albums | 1                   |